# Centrum Demokratyczne (Włochy)

Logo Centrum Demokratycznego

Centrum Demokratyczne (wł. Centro Democratico, CD) – włoskie ugrupowanie wyborcze o profilu centrowym.
Nowy ruch polityczny w grudniu 2012 powołali Bruno Tabacci, należący do liderów Sojuszu dla Włoch, a także Massimo Donadi, długoletni przewodniczący frakcji parlamentarnej Włoch Wartości, który miesiąc wcześniej utworzył koło poselskie Diritti e Libertà. Centrum został założone jako ugrupowanie mające stać się uczestnikiem centrolewicowej koalicji skupionej wokół Partii Demokratycznej w wyborach parlamentarnych w 2013. Wśród kandydatów CD do parlamentu znalazła się m.in. grupa parlamentarzystów (w tym Pino Pisicchio), aktorka Pamela Villoresi, utytułowany piłkarz Gianni Rivera i były prezes Sądu Konstytucyjnego Giovanni Maria Flick.
Partia nie uzyskała mandatów w Senacie. Do Izby Deputowanych XVII kadencji wynik na poziomie 0,5% głosów przełożył się na 6 mandatów. W wyborach w 2018 centrum współtworzyło koalicję +Europa, startującą w ramach bloku centrolewicy. Lista nie przekroczyła progu wyborczego, mandat w parlamencie uzyskał w okręgu większościowym Bruno Tabacci.
Centrum było związane następnie z nowo powołaną partią +Europa, zakończyło jednak współpracę w 2019 na skutek sporów co do kwestii poparcia rządu. W 2021 lider CD objął stanowisko podsekretarza stanu, które wykonywał do 2022. W tym samym roku utrzymał mandat poselski na kolejną kadencję.